# DLG (groupe)
Pour les articles homonymes, voir DLG.
DLG (Dark Latin Groove) est un boys band de New York, d'origine cubain, qui joue une salsa dynamique teintée de ragga destinée aux danseurs, formé en 1996 par Sergio George, les chanteurs Huey Dunbar (ancien choriste de "La India") et Fragancia, et le raggaman James "Da Barba" de Jesus.
Leur plus célèbre chanson est La quiero a morir (reprise de Je l'aime à mourir de Francis Cabrel), premier titre de l'album "Swing On" (1997).
La plupart de leurs chansons ont été de gros succès : Juliana (reprise de Cuco Valoy, chantée avec lui), Acuyuye (avec Johnny Pacheco), Atrevete (No Puedes Conmigo) (bande originale du film "Dance with Me"), Volvere, Ya...
Le groupe s'est séparé en 1999 et Huey Dunbar a continué une carrière solo.
En 2007, Sergio George a annoncé vouloir reformer le groupe et a demandé à Huey Dunbar d'en faire partie, mais celui-ci a refusé. Il a alors engagé "Miss YaYa" (Yahira), découverte sur MySpace et qui avait participé à la saison 1 de l'émission de télé-réalité “Making the Band 3” sur MTV.
En plus de "Ya Ya", James "Da Barba" et Fragancia figurent des artistes invités tels que Nestor "Ness" Rivero d'Adolescent's Orchestra et DJ Napoles ("Napo").
En février 2008 ils sortent le single Quiero Decirte Que Te Amo, reprise de Laura Pausini, puis le 15 avril l'album Renacer (Rebirth) qui comprend Toro Mata de Celia Cruz, Pero Me Acuerdo de ti de Christina Aguilera et des versions live d'anciens tube de DLG, avec la nouvelle formation incluant "Miss Ya Ya" : "No Morira", "Volvere", "Muevete" et "Juliana".

## Discographie

### Compilations
- Greatest Hits - (2000)
- Serie Azul Tropical (2003)
- Lo Esencial DLG - (2004)
- 20 Éxitos Originales: Dark Latin Groove - (2005)
- 10 De Colección (2007)
- DLG Con Huey Dunbar - Mis Favoritas (2018)